# Billardiera cymosa
Billardiera cymosa är en tvåhjärtbladig växtart. Billardiera cymosa ingår i släktet Billardiera och familjen Pittosporaceae.

## Underarter
Arten delas in i följande underarter:
- B. c. cymosa
- B. c. pseudocymosa